# Свертушка рудоброва
Све́ртушка рудоброва (Microspingus erythrophrys) — вид горобцеподібних птахів родини саякових (Thraupidae). Мешкає в Болівії і Аргентині.

## Підвиди
Виділяють два підвиди:

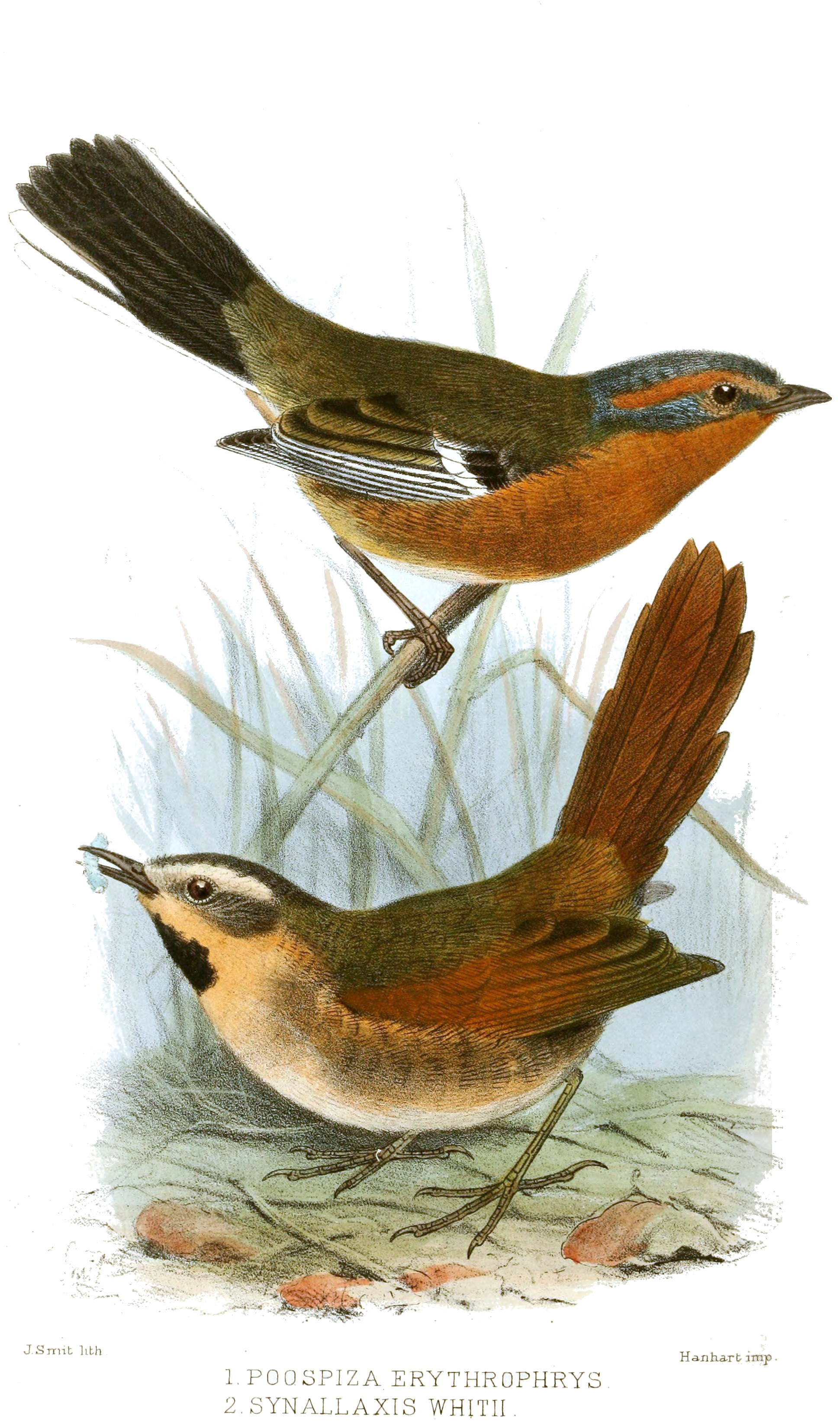
Рудоброва свертушка (зверху) і вохристощокий пію (підвид S. s. whitii, знизу)

- M. e. cochabambae (Gyldenstolpe, 1941) — Болівійські Анди (Кочабамба, Чукісака);
- M. e. erythrophrys (Sclater, PL, 1881) — Анди на півдні Болівії (Тариха) та на північному заході Аргентини (на південь до Катамарки).

## Поширення і екологія
Рудоброві свертушки живуть у вологих гірських тропічних лісах Анд та на узліссях. Зустрічаються на висоті від 1200 до 2800 м над рівнем моря.